# Koubovský rybník
Koubovský rybník je přírodní památka ev. č. 1062 v okrese Prachatice. Nachází se v Šumavském podhůří severně od vesnice Třešňový Újezdec a západně od vesnice Vodice, které tvoří součást městyse Lhenice. Oblast spravuje Agentura ochrany přírody a krajiny ČR. Důvodem ochrany je Koubovský rybník na Vadkovském potoce s litorálními rákosinami a bohatou submerzní vegetací a slatinná louka se zachovalými rašelinnými společenstvy s bohatým druhovým složením význačných rostlin. Rozmnožují se tu početné populace obojživelníků, žijí zde některé ohrožené druhy mokřadního hmyzu, hnízdí vodní a mokřadní ptactvo.

## Galerie

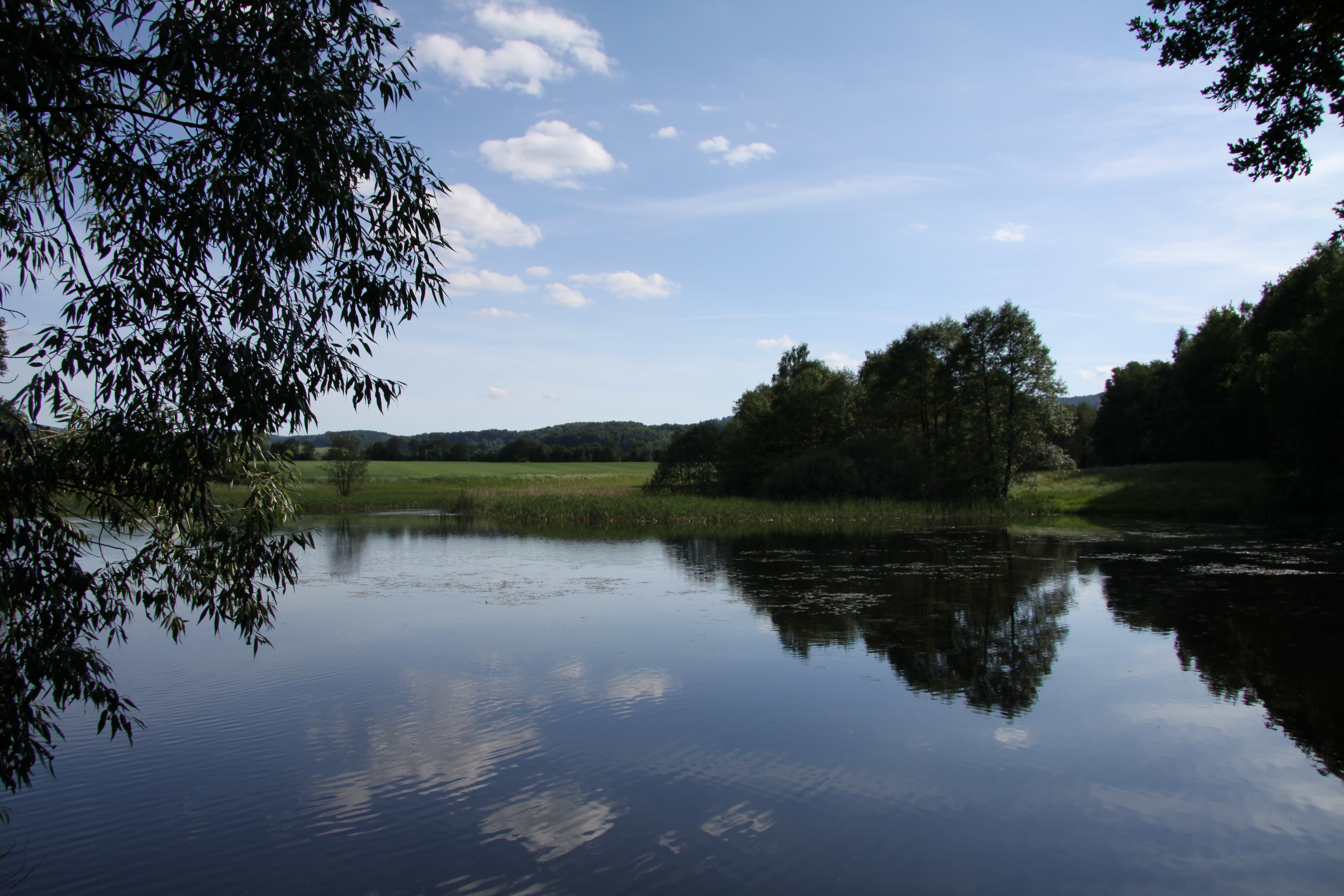
Pohled na rybník z hráze
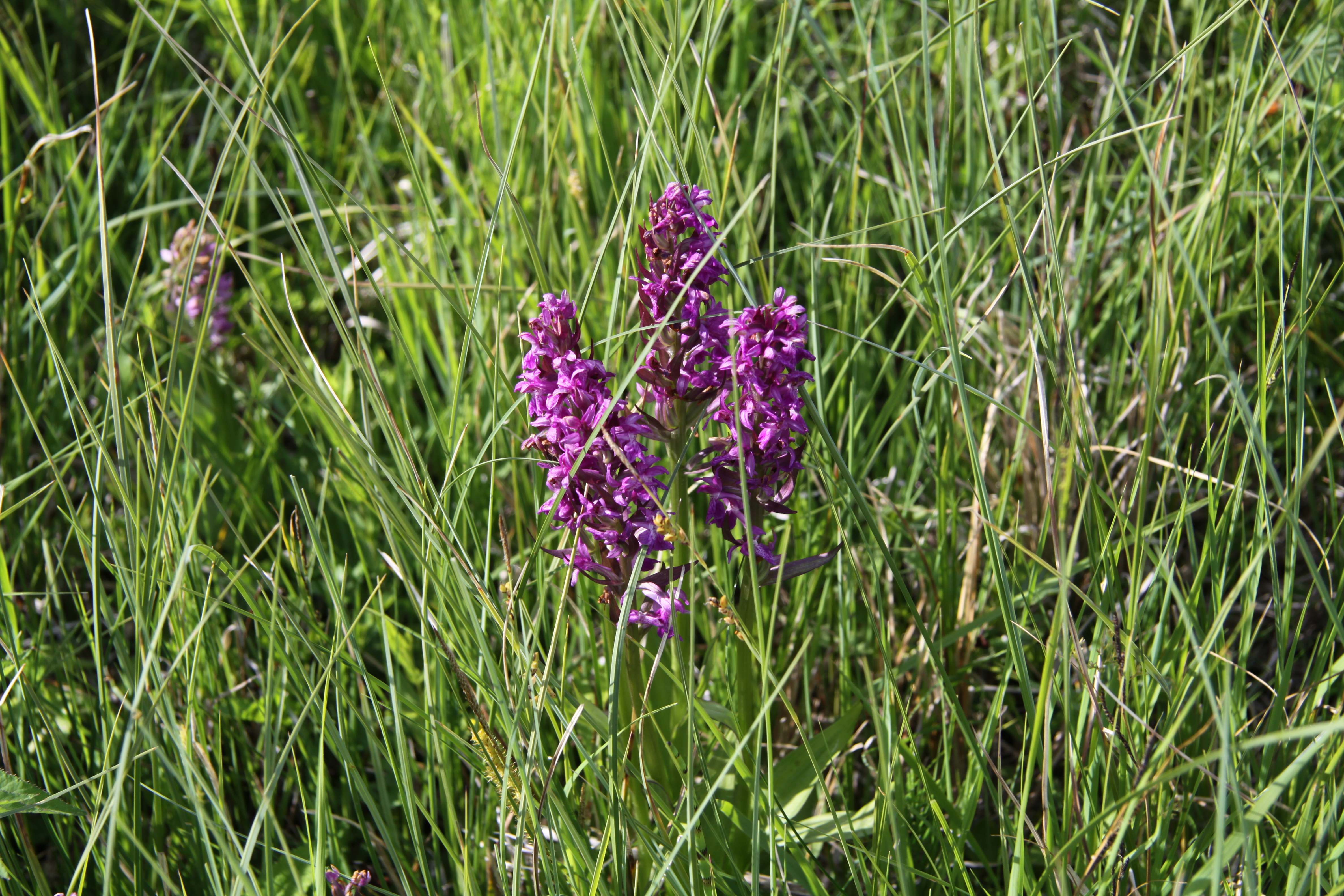
Prstnatec májový na mokřadní louce
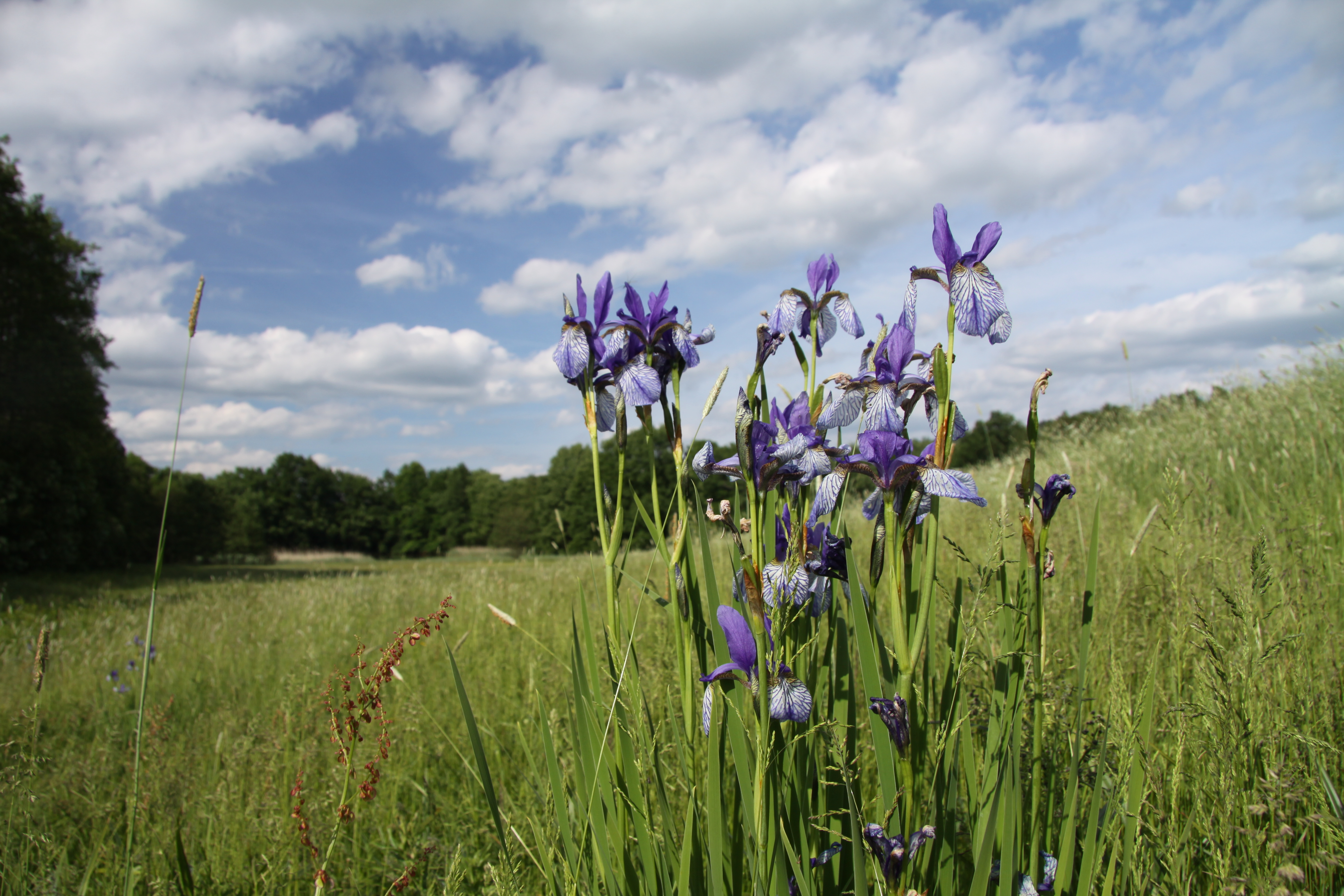
Kosatec sibiřský kvetoucí na louce
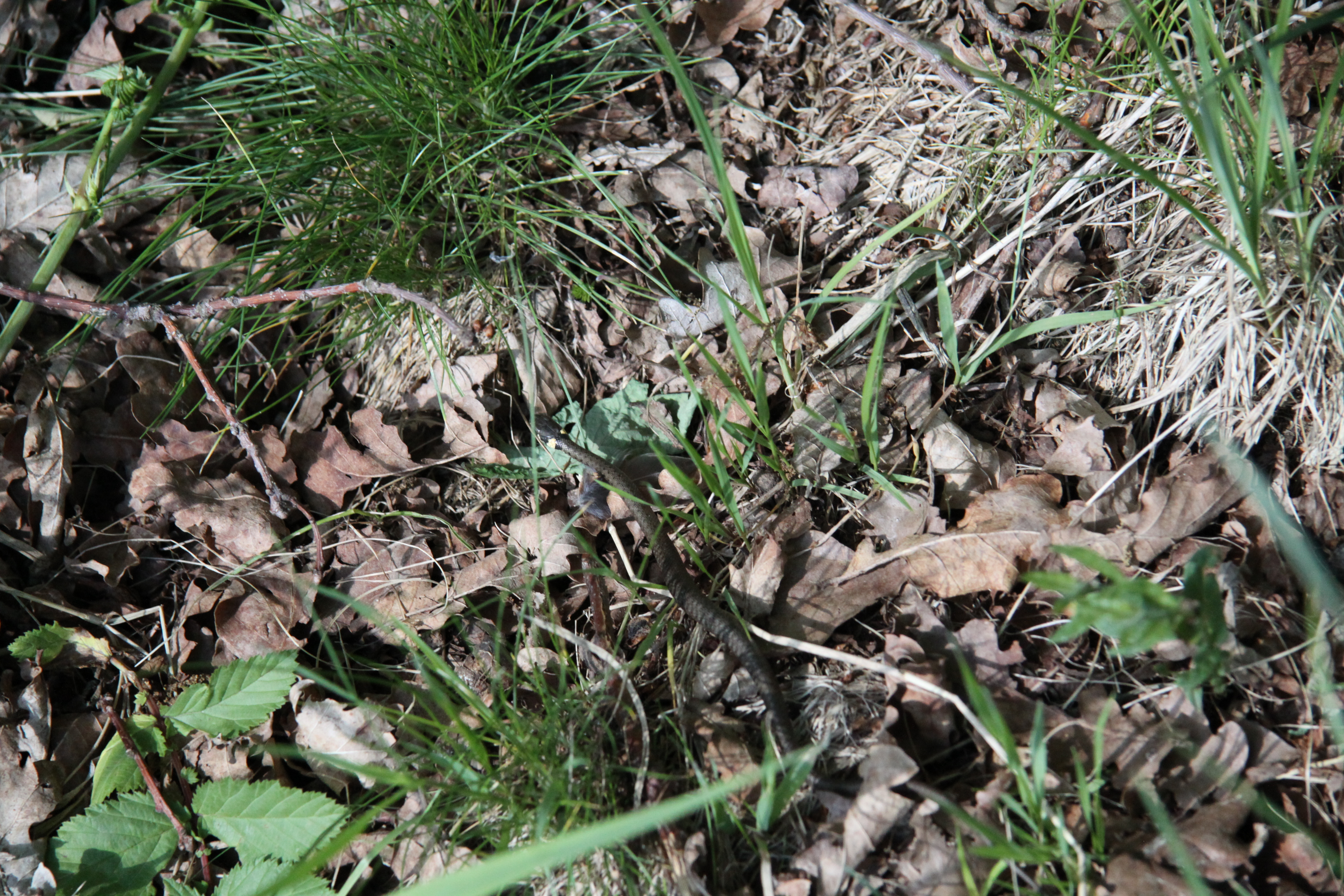
Mládě užovky obojkové v oblasti památky
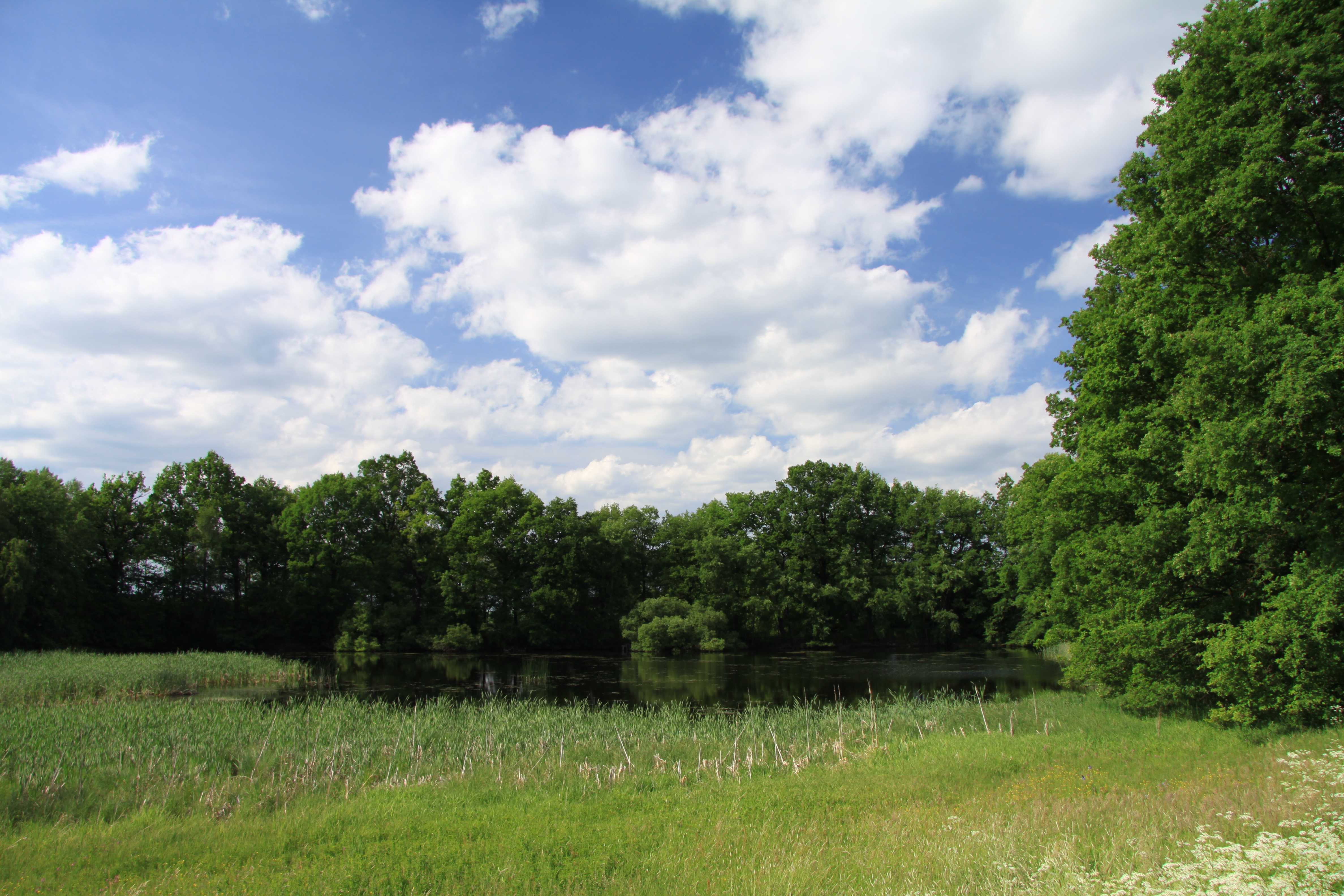
Celkový pohled